# 小倉唯の作品
小倉唯の作品（おぐらゆいのさくひん）は、声優・歌手の小倉唯がこれまで発売した個人名義、キャラクター名義の作品についてまとめた項。

## シングル
|                  | 発売日         | タイトル                | 規格品番                       | 規格品番       | 規格品番       | オリコン 最高位            | 収録アルバム   |
| 期間・初回限定盤 | 発売日         | タイトル                | 通常盤                         | アニメ盤       |                | オリコン 最高位            | 収録アルバム   |
| キングレコード   | キングレコード | キングレコード          | キングレコード                 | キングレコード | キングレコード | キングレコード             | キングレコード |
| ---------------- | -------------- | ----------------------- | ------------------------------ | -------------- | -------------- | -------------------------- | -------------- |
| 1st              | 2012年7月18日  | Raise                   | KICM-91397                     | KICM-1397      |                | 8位                        | Strawberry JAM |
| 2nd              | 2013年5月8日   | Baby Sweet Berry Love   | KICM-91442                     | KICM-1442      | 6位            |                            | Strawberry JAM |
| 3rd              | 2014年1月29日  | Charming Do!            | KICM-91493                     | KICM-1493      | 13位           |                            | Strawberry JAM |
| 4th              | 2014年8月13日  | Tinkling Smile          | KICM-91526                     | KICM-1526      | 12位           |                            | Strawberry JAM |
| 5th              | 2015年8月12日  | Honey♥Come!!            | KICM-91607                     | KICM-1608      | 13位           | Cherry Passport            |                |
| 6th              | 2016年5月18日  | ハイタッチ☆メモリー     | KICM-91667                     | KICM-1668      | 9位            | Cherry Passport            |                |
| 7th              | 2016年11月2日  | Future Strike           | KICM-91724                     | KICM-1725      | 10位           | Cherry Passport            |                |
| 8th              | 2018年3月14日  | 白く咲く花              | KICM-91834                     | KICM-1834      | 13位           | ホップ・ステップ・アップル |                |
| 9th              | 2018年7月25日  | 永遠少年                | KICM-91856                     | KICM-1857      | 13位           | ホップ・ステップ・アップル |                |
| 10th             | 2019年10月30日 | Destiny                 | KICM-91987                     | KICM-1988      | 7位            | Tarte                      |                |
| 11th             | 2020年2月12日  | I・LOVE・YOU!!          | KICM-92030                     | KICM-2030      | 11位           | Tarte                      |                |
| 12th             | 2020年6月10日  | ハピネス*センセーション | KICM-92048                     | KICM-2049      | 7位            | Tarte                      |                |
| 13th             | 2021年3月31日  | Clear Morning           | KICM-92078                     | KICM-2078      | 8位            | Tarte                      |                |
| 14th             | 2021年8月11日  | Fightin★Pose            | KICM-92096                     | KICM-2096      | 4位            | Tarte                      |                |
| 日本コロムビア   |                |                         |                                |                |                |                            |                |
| 1st              | 2022年12月21日 | Love∞Vision             | COZC-1966/7 (A) COCC-18055 (B) | COCC-18056     |                | 10位                       | Bloomy         |
| 2nd              | 2023年4月19日  | 秘密♡Melody             | COZC-1994/5 (A) COCC-18110 (B) | COCC-18111     | COCC-18109     | 5位                        | Bloomy         |
| 3rd              | 2023年11月22日 | Empty//Princess.        | COZC-2057/8 (A) COCC-18156 (B) | COCC-18157     |                | 8位                        | Bloomy         |
| 4th              | 2024年4月24日  | 君色のキセキ            | COZC-2087/8 (A) COCC-18201 (B) | COCC-18202     | COCC-18203     | 9位                        | Bloomy         |
| 5th              | 2025年4月23日  | So☆Lucky                | COZC-2164/5 (A) COCC-18278 (B) | COCC-18279     | COCC-18280     | 8位                        |                |

### 配信シングル
| 配信開始日        | タイトル                   | 規格品番       | 収録アルバム   |
| キングレコード    | キングレコード             | キングレコード | キングレコード |
| ----------------- | -------------------------- | -------------- | -------------- |
| 2020年12月9日     | Very Merry Happy Christmas | NOPA-2449      | Tarte          |
| 2021年6月9日      | ハートフォレスト           | NOPA-2450      |                |
| 日本コロムビア    |                            |                |                |
| 2024年8月26日     | Wind of Bloom              | COKM-45298     | Bloomy         |
| 2025年8月15日     | Magic♡Happy                | COKM-45805     |                |
| 2025年9月17日予定 | 治癒治癒ちゅっ♡            | COKM-45837     |                |

## アルバム

### オリジナルアルバム
|                | 発売日         | タイトル                   | 規格品番       | 規格品番       | 規格品番       | オリコン 最高位 |
| CD+BD盤        | 発売日         | タイトル                   | CD+DVD盤       | 通常盤         |                | オリコン 最高位 |
| キングレコード | キングレコード | キングレコード             | キングレコード | キングレコード | キングレコード | キングレコード  |
| -------------- | -------------- | -------------------------- | -------------- | -------------- | -------------- | --------------- |
| 1st            | 2015年3月25日  | Strawberry JAM             | KIZC-276/7     | KIZC-278/9     | KICS-3174      | 4位             |
| 2nd            | 2017年7月26日  | Cherry Passport            | KIZC-386/7     | KIZC-388/9     | KICS-3496      | 5位             |
| 3rd            | 2019年2月20日  | ホップ・ステップ・アップル | KIZC-504/5     | KIZC-506/7     | KICS-3772      | 5位             |
| 4th            | 2022年2月16日  | Tarte                      | KIZC-657/9     | KIZC-660/1     | KICS-4040      | 7位             |
|                | 発売日         | タイトル                   | 規格品番       | 規格品番       | 規格品番       | オリコン 最高位 |
| 初回限定盤A    | 発売日         | タイトル                   | 初回限定盤B    | 通常盤         |                | オリコン 最高位 |
| 日本コロムビア |                |                            |                |                |                |                 |
| 1st            | 2024年9月18日  | Bloomy                     | COZX-2116/7    | COCX-42336     | COCX-42337     | 11位            |

## 映像作品

### ライブ映像
|                | 発売日         | タイトル                                                 | 規格品番       | 規格品番       |
| BD             | 発売日         | タイトル                                                 | DVD            |                |
| キングレコード | キングレコード | キングレコード                                           | キングレコード | キングレコード |
| -------------- | -------------- | -------------------------------------------------------- | -------------- | -------------- |
| 1st            | 2015年12月23日 | 小倉唯 LIVE「HAPPY JAM」                                 | KIXM-219       | KIBM-535/6     |
| 2nd            | 2017年2月8日   | 小倉唯 LIVE「High-Touch☆Summer」                         | KIXM-264       | KIBM-626/7     |
| 3rd            | 2018年9月12日  | 小倉唯 LIVE「Cherry×Airline」                            | KIXM-333/4     | KIBM-749〜51   |
| 4th            | 2019年8月7日   | 小倉唯 LIVE 2019「Step Apple」                           | KIXM-383       | KIBM-795/6     |
| 5th            | 2021年12月8日  | 小倉唯 LIVE 2020-2021「LOVE & Magic」                    | KIXM-471/2     | KIBM-888/9     |
| 日本コロムビア |                |                                                          |                |                |
| 1st            | 2023年12月13日 | 小倉唯 Memorial LIVE 2023〜10th Anniversary Assemble!!〜 | COXC-1345      |                |
| 2nd            | 2024年7月10日  | 小倉唯 Memorial LIVE 2023〜To the 11'Eleven〜            | COXC-1363      |                |
| 3rd            | 2025年7月9日   | 小倉唯 LIVE TOUR 2024 〜Bloomy × Meet you!〜             | COXC-1386      |                |

#### ファンクラブ限定
| 発売日         | タイトル                                                               | 規格 |
| -------------- | ---------------------------------------------------------------------- | ---- |
| 2024年11月17日 | 小倉唯 Birthday Event 2024 “唯涼祭”〜Cute or Cool?〜                   | BD   |
| 2025年8月16日  | Yui’s＊Company. 社員総会2025 〜あけおめ Rock you ☆ The time has come〜 | BD   |

### その他ライブ映像
- 咲-Saki-フェス 四角い宇宙でSquarePanic!（2013年3月6日）
- Animelo Summer Live
  - Animelo Summer Live 2013 -FLAG NINE- 8.25（2014年3月26日）
  - Animelo Summer Live 2014 -ONENESS- 8.31（2015年3月25日）
  - Animelo Summer Live 2015 -THE GATE- 8.30（2016年3月30日）
  - Animelo Summer Live 2016 -刻TOKI- 8.28（2017年3月29日）
  - Animelo Summer Live 2017 -THE CARD- 8.27（2018年3月28日）
  - Animelo Summer Live 2018 "OK!" 08.26（2019年3月27日）
  - Animelo Summer Live 2019 -STORY- DAY1・DAY3（2020年3月25日）
  - Animelo Summer Live 2022 -Sparkle- DAY2（2023年3月29日）
  - Animelo Summer Live 2023 -AXEL- DAY3（2024年3月27日）
  - Animelo Summer Live 2024 -Stargazer- 8.31（2025年3月26日）
- KING SUPER LIVE
  - KING SUPER LIVE 2015（2015年12月9日）
  - KING SUPER LIVE 2017 TRINITY（2017年8月23日）
  - KING SUPER LIVE 2018（2019年3月13日）
- 魔法少女リリカルなのは15周年記念イベント「リリカル☆ライブ」（2020年9月30日）
- ウマ娘 プリティーダービー
  - ウマ娘 プリティーダービー 4th EVENT SPECIAL DREAMERS!! Blu-ray（2023年3月8日）
  - ウマ娘 プリティーダービー 5th EVENT ARENA TOUR GO BEYOND -YELL- & -NEW GATE- Blu-ray（2025年3月19日）
- ポールプリンセス!!
  - 劇場版 ポールプリンセス!! Blu-ray Disc 特装盤DISC2（2024年8月28日）
  - ポールプリンセス!!Xmas party 〜with GALAXY PRINCESS〜 Blu-ray（2025年3月19日）

## タイアップ曲
| 楽曲                    | タイアップ                                                                                              | 時期           |
| キングレコード          | キングレコード                                                                                          | キングレコード |
| ----------------------- | --- | -------------- |
| Raise                   | テレビアニメ『カンピオーネ！ 〜まつろわぬ神々と神殺しの魔王〜』エンディングテーマ                       | 2012年         |
| Raise                   | テレビ東京『アニソンぷらす』2012年7月度オープニンテーマ                                                 | 2012年         |
| Baby Sweet Berry Love   | テレビアニメ『変態王子と笑わない猫。』エンディングテーマ                                                | 2013年         |
| おねがいBe with you     | ゲーム『変態王子と笑わない猫。』エンディングテーマ                                                      | 2013年         |
| Charming Do!            | テレビアニメ『最近、妹のようすがちょっとおかしいんだが。』エンディングテーマ                            | 2014年         |
| Tinkling Smile          | テレビアニメ『ヤマノススメ セカンドシーズン』エンディングテーマ                                         | 2014年         |
| Honey♥Come!!            | テレビアニメ『城下町のダンデライオン』エンディングテーマ                                                | 2015年         |
| TO BE ALIVE             | ゲーム『サモンナイト6 失われた境界たち』主題歌                                                          | 2016年         |
| ハイタッチ☆メモリー     | テレビアニメ『カードファイト!! ヴァンガードG ストライドゲート編』エンディングテーマ                     | 2016年         |
| Future Strike           | テレビアニメ『ViVid Strike!』オープニングテーマ                                                         | 2016年         |
| Dear                    | テレビアニメ『徒然チルドレン』エンディングテーマ                                                        | 2017年         |
| 永遠少年                | テレビアニメ『音楽少女』オープニングテーマ                                                              | 2018年         |
| アップル・ガール        | テレビ朝日系『musicるTV』2019年2月度オープニングテーマ                                                  | 2019年         |
| Destiny                 | テレビアニメ『Z/X Code reunion』オープニングテーマ                                                      | 2019年         |
| ハピネス*センセーション | テレビアニメ『シャドウバース』エンディングテーマ                                                        | 2020年         |
| Clear Morning           | スマートフォンゲーム『ブルーアーカイブ -Blue Archive-』テーマソング                                     | 2021年         |
| Fightin★Pose            | テレビアニメ『ジャヒー様はくじけない！』第1クールオープニングテーマ                                     | 2021年         |
| ハートフォレスト        | スマートフォンゲーム『アークナイツ』イメージソング                                                      | 2021年         |
| 日本コロムビア          | |                |
| 秘密♡Melody             | テレビアニメ『私の百合はお仕事です!』オープニングテーマ                                                 | 2023年         |
| 君色のキセキ            | テレビアニメ『ワンルーム、日当たり普通、天使つき。』オープニングテーマ                                  | 2024年         |
| So☆Lucky                | テレビアニメ『スライム倒して300年、知らないうちにレベルMAXになってました 〜そのに〜』オープニングテーマ | 2025年         |

## キャラクターソング
| 発売日   | 商品名                                                                                        | 歌 | 楽曲 | 備考                                                                                                |
| 2011年   | 2011年                                                                                        | 2011年 | 2011年 | 2011年                                                                                              |
| -------- | --------------------------------------------------------------------------------------------- | --- | --- | --------------------------------------------------------------------------------------------------- |
| 9月7日   | 神様のメモ帳 キャラクターファイル vol.1 アリス                                                | アリス（小倉唯） | 「きみがここに来る二、三の理由」 「その闇の彼方まで」                                                                        | テレビアニメ『神様のメモ帳』関連曲                                                                  |
| 9月14日  | ロウきゅーぶ！ キャラクターCD4 袴田ひなた                                                     | 袴田ひなた（小倉唯） | 「ともだちピンク」 | テレビアニメ『ロウきゅーぶ！』関連曲                                                                |
| 9月14日  | ロウきゅーぶ！ キャラクターCD4 袴田ひなた                                                     | 小倉唯 imaging 袴田ひなた | 「SHOOT! -No.8 MIX-」 | テレビアニメ『ロウきゅーぶ！』関連曲                                                                |
| 9月21日  | まよチキ！ キャラクターソングアルバム まよウタ！                                              | 近衛スバル（井口裕香）、涼月奏（喜多村英梨）、宇佐美マサムネ（伊瀬茉莉也）、鳴海ナクル（阿澄佳奈）、マリア（桑谷夏子）、ミルク（石原夏織）、チョコ（小倉唯） | 「Happy Happy Birthday」 | テレビアニメ『まよチキ！』挿入歌                                                                    |
| 11月23日 | 神様のメモ帳 アリスの勤労感謝を耐え忍ぶCD                                                     | アリス（小倉唯） | 「カワルミライ」 | テレビアニメ『神様のメモ帳』関連曲                                                                  |
| 11月30日 | ロウきゅーぶ！ いんたーばる2                                                                  | 袴田ひなた（小倉唯） | 「だいすきふわわ」 | テレビアニメ『ロウきゅーぶ！』関連曲                                                                |
| 2012年   |                                                                                               | | | |
| 1月25日  | C3 -シーキューブ- キャラクターソングアルバム                                                  | 人形原黒絵（小倉唯） | 「黒髪流儀。技あり！」 | テレビアニメ『C3 -シーキューブ-』関連曲                                                             |
| 5月23日  | アクエリオンEVOL イヴの詩篇                                                                   | ユノハ・スルール（小倉唯） | 「ユノハノモリ」 | テレビアニメ『アクエリオンEVOL』エンディングテーマ                                                  |
| 6月27日  | 超次元ゲイム ネプテューヌ デュエットシスターズソング Vol.3                                    | ロム（小倉唯）、ラム（石原夏織） | 「ふたりでひとつ」 | ゲーム『超次元ゲイム ネプテューヌ』関連曲                                                           |
| 6月27日  | 超次元ゲイム ネプテューヌ デュエットシスターズソング Vol.3                                    | ロム（小倉唯） | 「ハートをつないで」 | ゲーム『超次元ゲイム ネプテューヌ』関連曲                                                           |
| 8月2日   | -                                                                                             | 秋月琴音（水橋かおり）、柊木耶宵（小倉唯） | 「Don't forget」 | ゲーム『この部室は帰宅しない部が占拠しました。ぽーたぶる 学園サマー・ウォーズ編』エンディングテーマ |
| 9月19日  | 織田信奈の野望 歌姫04 Music of the different world 竹中半兵衛/梵天丸                          | 竹中半兵衛（小倉唯） | 「やさシク、されたい。」 | テレビアニメ『織田信奈の野望』関連曲                                                                |
| 10月24日 | 咲-Saki- 阿知賀編 episode of side-A キャラクターソング vol.6 One Vision                       | 園城寺怜（小倉唯） | 「One Vision」 「東南西北☆うちだおれ☆わーるど」                                                                              | テレビアニメ『咲-Saki-阿知賀編 episode of side-A』関連曲                                            |
| 10月25日 | -                                                                                             | 秋月琴音（水橋かおり）、柊木耶宵（小倉唯） | 「Don't forget 学園ドッグ・イヤー編 ver.」                                                                                   | ゲーム『この部室は帰宅しない部が占拠しました。ぽーたぶる 学園ドッグ・イヤー編』エンディングテーマ   |
| 11月21日 | この中に1人、妹がいる！ キャラクターソング vol.6                                              | 宝生柚璃奈（小倉唯） | 「Actress Game!」 「バージンロードで待っていて！」                                                                           | テレビアニメ『この中に1人、妹がいる！』関連曲                                                       |
| 11月21日 | この中に1人、妹がいる！ キャラクターソング SPECIAL Disc                                       | 鶴眞心乃枝（石原夏織）、神凪雅（佐倉綾音）、国立凛香（竹達彩奈）、天導愛菜（大亀あすか）、嵯峨良芽依（日高里菜） 、宝生柚璃奈（小倉唯） | 「Heavenly Lover -six colors of flower-」 「バージンロードで待っていて! -six colors of flower-」                             | テレビアニメ『この中に1人、妹がいる！』関連曲                                                       |
| 2013年   |                                                                                               | | | |
| 2月27日  | この中に1人、妹がいる！ 録り下ろしキャラクターソングCD6 宝生柚璃奈                            | 宝生柚璃奈（小倉唯） | 「Heavenly Lover」 「Dance on the Solitude」                                                                                 | テレビアニメ『この中に1人、妹がいる！』関連曲                                                       |
| 3月27日  | この中に1人、妹がいる！ OP&ED キャラクターメドレーソングCD                                    | StylipS、鶴眞心乃枝（石原夏織）、神凪雅（佐倉綾音）、国立凛香（竹達彩奈）、天導愛菜（大亀あすか）、嵯峨良芽依（日高里菜） 、宝生柚璃奈（小倉唯） | 「中妹 Non-Stop Remixed by エイプリルズ」                                                                                    | テレビアニメ『この中に1人、妹がいる！』関連曲                                                       |
| 6月26日  | 変態王子と笑わない猫。Blu-ray1巻特典CD                                                        | 筒隠月子（小倉唯） | 「変態さんへのご提案」 | テレビアニメ『変態王子と笑わない猫。』関連曲                                                        |
| 8月14日  | ロウきゅーぶ！SS Character Songs 05 袴田ひなた                                                | 袴田ひなた（小倉唯） | 「ぼーる・みーつ・がーる」                                                                                                   | テレビアニメ『ロウきゅーぶ！SS』関連曲                                                              |
| 8月14日  | ロウきゅーぶ！SS Character Songs 05 袴田ひなた                                                | 小倉唯 imaging 袴田ひなた | 「Get goal! -No.8 MIX-」 | テレビアニメ『ロウきゅーぶ！SS』関連曲                                                              |
| 9月25日  | 俺の妹がこんなに可愛いわけがない。 第4巻BD・DVD完全生産限定版特典CD                           | 五更珠希（小倉唯） | 「きょうもしあわせ」 | テレビアニメ『俺の妹がこんなに可愛いわけがない。』エンディングテーマ                                |
| 11月20日 | 拡散性ミリオンアーサー キャラクターソング 2 ニムエ                                            | ニムエ（小倉唯） | 「シュレディンガー・ハート」                                                                                                 | ゲーム『拡散性ミリオンアーサー』関連曲                                                              |
| 11月27日 | 変態王子と笑わない猫。 Blu-ray第6巻特装版特典CD                                               | 筒隠月子（小倉唯）、エミ（寺川愛美） | 「へんねこらじおです。 〜変態さんとパンプキン〜」                                                                            | ラジオ『へんねこらじお』テーマソング                                                                |
| 11月27日 | 回レ！雪月花                                                                                  | 歌組雪月花 | 「回レ！雪月花」 | テレビアニメ『機巧少女は傷つかない』エンディングテーマ                                              |
| 11月27日 | 回レ！雪月花                                                                                  | 歌組雪月花 | 「夢見サンライズ」 | テレビアニメ『機巧少女は傷つかない』関連曲                                                          |
| 12月25日 | 機巧少女は傷つかない Blu-ray&DVD Vol.1 初回生産特典スペシャルソングCD                         | 歌組雪月花 | 「ココロ=ハレーション」 | テレビアニメ『機巧少女は傷つかない』関連曲                                                          |
| 12月25日 | 機巧少女は傷つかない Blu-ray&DVD Vol.1 初回生産特典スペシャルソングCD                         | 小紫（小倉唯） | 「回レ！雪月花」 | テレビアニメ『機巧少女は傷つかない』関連曲                                                          |
| 2014年   |                                                                                               | | | |
| 1月25日  | Fate/EXTRA CCC ルナティックステーション2013                                                   | パッションリップ（小倉唯） | 「dreamin’」 | ゲーム『Fate/EXTRA CCC』関連曲                                                                      |
| 2月12日  | BINKAN♡あてんしょん                                                                           | 神前美月（橋本ちなみ）、寿日和（小倉唯）、桐谷雪那（金元寿子） | 「BINKAN♡あてんしょん」 | テレビアニメ『最近、妹のようすがちょっとおかしいんだが。』オープニングテーマ                        |
| 4月2日   | 聖剣使いの禁呪詠唱 イメージソングミニアルバム                                                 | 四門摩耶（小倉唯） | 「まやかし★エンジェリックスマイル」                                                                                          | アニメ『聖剣使いの禁呪詠唱』関連曲                                                                  |
| 4月23日  | 47都道府犬R “ワン”ダフル・ソングス                                                            | 群馬犬（小倉唯） | 「だるまさんがころんだ」 | テレビアニメ『47都道府犬R』関連曲                                                                   |
| 4月25日  | 最近、妹のようすがちょっとおかしいんだが。BD第2巻特典CD                                       | 寿日和（小倉唯） | 「恋シテ！Lovey♡Dovey」 | テレビアニメ『最近、妹のようすがちょっとおかしいんだが。』関連曲                                    |
| 8月27日  | 最近、妹のようすがちょっとおかしいんだが。BD第6巻特典CD                                       | 神前美月（橋本ちなみ）、寿日和（小倉唯） | 「ふたりなら大丈夫！」 | テレビアニメ『最近、妹のようすがちょっとおかしいんだが。』関連曲                                    |
| 8月27日  | 超次元ゲイム ネプテューヌ シェアコンプリート ディスクス                                       | ロム（小倉唯）、ラム（石原夏織） | 「ふたりでひとつ_Remix」 | ゲーム『超次元ゲイム ネプテューヌ』関連曲                                                           |
| 10月3日  | 夏色プレゼント                                                                                | あおい（井口裕香）、ひなた（阿澄佳奈）、かえで（日笠陽子）、ここな（小倉唯） | 「夏色プレゼント」 | テレビアニメ『ヤマノススメ セカンドシーズン』オープニングテーマ                                     |
| 10月3日  | 夏色プレゼント                                                                                | ここな（小倉唯） | 「夏色プレゼント」 | テレビアニメ『ヤマノススメ セカンドシーズン』関連曲                                                 |
| 12月3日  | 百鬼夜行 〜地獄の沙汰もYOU次第〜                                                              | 地獄の沙汰オールスターズ | 「開け！地獄の釜の蓋〜2014冬ver.〜」                                                                                         | テレビアニメ『鬼灯の冷徹』関連曲                                                                    |
| 12月3日  | 百鬼夜行 〜地獄の沙汰もYOU次第〜                                                              | 地獄の沙汰オールスターズ | 「地獄の沙汰も君次第〜2014冬ver.〜」                                                                                         | OAD『鬼灯の冷徹』オープニングテーマ                                                                 |
| 2015年   |                                                                                               | | | |
| 1月21日  | ガールフレンド（仮） BD・DVD第1巻特典CD                                                       | にゅーろん★くりぃむそふと | 「楽しきトキメキ」 | テレビアニメ『ガールフレンド（仮）』オープニングテーマ                                              |
| 1月21日  | ガールフレンド（仮） BD・DVD第1巻特典CD                                                       | にゅーろん★くりぃむそふと | 「進化系Girl」 | テレビアニメ『ガールフレンド（仮）』エンディングテーマ                                              |
| 2月25日  | ガールフレンド（仮） BD・DVD第2巻特典CD                                                       | 朝比奈桃子（小倉唯） | 「響け！ドレミ♪」 | テレビアニメ『ガールフレンド（仮）』関連曲                                                          |
| 3月11日  | マグナ・イデア                                                                                | fortuna | 「マグナ・イデア」 | テレビアニメ『聖剣使いの禁呪詠唱』エンディングテーマ                                                |
| 3月11日  | マグナ・イデア                                                                                | fortuna | 「キラリア」 | テレビアニメ『聖剣使いの禁呪詠唱』挿入歌                                                            |
| 4月8日   | 聖剣使いの禁呪詠唱 救世主達の旋律 4                                                           | 四門摩耶（小倉唯） | 「うんめい★クリスタリゼイション」                                                                                            | テレビアニメ『聖剣使いの禁呪詠唱』関連曲                                                            |
| 6月28日  | -                                                                                             | 合体オールスターズ | 「創聖のアクエリオン」 | OVA『創勢のアクエリオンEVOL』エンディングテーマ                                                     |
| 6月28日  | -                                                                                             | ユノハ・スルール（小倉唯）、河津ユノ（小倉唯） | 「ユノハノモリ」 | OVA『創勢のアクエリオンEVOL』挿入歌                                                                 |
| 7月22日  | DOG DAYS" 完全生産限定版BD・DVD第5巻特典CD                                                    | アリア（小倉唯） | 「キミとボクの音色 LaLaLa Version」 「キミとボクの音色 Lyric Full Version」                                                  | テレビアニメ『DOG DAYS"』関連曲                                                                     |
| 7月22日  | DOG DAYS" 完全生産限定版BD・DVD第5巻特典CD                                                    | ミルヒオーレ・F・ビスコッティ（堀江由衣）、アリア（小倉唯） | 「キミとボクの音色 LaLaLa Version」                                                                                          | テレビアニメ『DOG DAYS"』関連曲                                                                     |
| 7月22日  | DOG DAYS" 完全生産限定版BD・DVD第5巻特典CD                                                    | ミルヒオーレ・F・ビスコッティ（堀江由衣）、アリア（小倉唯） | 「キミとボクの音色 Lyric Full Version」                                                                                      | テレビアニメ『DOG DAYS"』挿入歌                                                                     |
| 12月16日 | 「初恋の歌」〜LOVE SONGS〜                                                                    | 小椋響（小倉唯） | 「季節の音色」 | ゲーム『初恋の歌』関連曲                                                                            |
| 12月25日 | 城下町のダンデライオン BD・DVD第4巻特典 桜庭らいと（櫻田光）デビューシングルCD                | 桜庭らいと（小倉唯） | 「Search Light」 | テレビアニメ『城下町のダンデライオン』挿入歌                                                        |
| 12月25日 | 城下町のダンデライオン BD・DVD第4巻特典 桜庭らいと（櫻田光）デビューシングルCD                | 桜庭らいと（小倉唯） | 「コモレビJUNCTION」 | テレビアニメ『城下町のダンデライオン』関連曲                                                        |
| 2016年   |                                                                                               | | | |
| 1月28日  | Z/X -Zillions of enemy X- NF DramaCD (6)「りげる★くらいしす」                                 | 各務原あづみ（小倉唯）、リゲル（内田彩） | 「ふたりの世界を探しにいこう」                                                                                               | ドラマCD『Z/X』関連曲                                                                               |
| 2月26日  | 城下町のダンデライオン BD・DVD第6巻特典CD                                                     | 桜庭らいと（小倉唯）、米澤紗千子（三澤紗千香） | 「Search Light」 | テレビアニメ『城下町のダンデライオン』関連曲                                                        |
| 3月7日   | -                                                                                             | ジェシカ（石原夏織）、カリナ（小倉唯） | 「Destiny of Twin Cross」 「Cross Over the Blood」 「message」                                                               | パチスロ『十字架3』関連曲                                                                           |
| 3月7日   | -                                                                                             | カリナ（小倉唯） | 「STARLIGHT」 | パチスロ『十字架3』関連曲                                                                           |
| 7月27日  | Never Ending Fantasy 〜GRANBLUE FANTASY〜                                                     | ディアンサ（水瀬いのり）、リナリア（田中美海）、ハリエ（小倉唯）、ジオラ（高橋未奈美）、カンナ（内山夕実） | 「Never Ending Fantasy」 | ゲーム『グランブルーファンタジー』関連曲                                                            |
| 7月27日  | Never Ending Fantasy 〜GRANBLUE FANTASY〜                                                     | ハリエ（小倉唯） | 「Never Ending Fantasy」 | ゲーム『グランブルーファンタジー』関連曲                                                            |
| 9月15日  | AH-D1100 アストロガールズ・スペシャルエディション シリアルコード                              | 雨立申（小倉唯） | 「アフター＊レイン」 | デノン『アストロガールズ』関連曲                                                                    |
| 11月23日 | ニホンゴワカリマセン                                                                          | トマリン（小倉唯） | 「ニホンゴワカリマセン」 | テレビアニメ『てーきゅう』オープニングテーマ                                                        |
| 11月23日 | ニホンゴワカリマセン                                                                          | トマリン（小倉唯） | 「ニホンゴワカリマセン 〜横暴 mix〜」                                                                                        | テレビアニメ『てーきゅう』関連曲                                                                    |
| 12月21日 | ガールフレンド（仮） キャラクターソングシリーズ Vol.01                                        | nonet | 「Now On Stage!!」 「Winter Chime」                                                                                          | ゲーム『ガールフレンド（仮）』関連曲                                                                |
| 12月21日 | ガールフレンド（仮） キャラクターソングシリーズ Vol.01                                        | チーム・シンデレラ | 「世界に一つのどこにもない物語」                                                                                             | ゲーム『ガールフレンド（仮）』関連曲                                                                |
| 2017年   |                                                                                               | | | |
| 1月25日  | きっとワンダフォー！                                                                          | 澄原サトカ（日高里菜）、菜森まな（小倉唯） | 「きっとワンダフォー！」 | テレビアニメ『スクールガールストライカーズ Animation Channel』エンディングテーマ                    |
| 1月25日  | きっとワンダフォー！                                                                          | 澄原サトカ（日高里菜）、菜森まな（小倉唯） | 「roomy party」 | テレビアニメ『スクールガールストライカーズ Animation Channel』関連曲                                |
| 1月25日  | 未来系ストライカーズ 美山椿芽 ver.                                                            | アルタイル・トルテ | 「未来系ストライカーズ」 | テレビアニメ『スクールガールストライカーズ Animation Channel』オープニングテーマ                    |
| 1月25日  | 未来系ストライカーズ 夜木沼伊緒 ver.                                                          | アルタイル・トルテ | 「未来系ストライカーズ」 | テレビアニメ『スクールガールストライカーズ Animation Channel』オープニングテーマ                    |
| 1月25日  | 未来系ストライカーズ 沙島悠水 ver.                                                            | アルタイル・トルテ | 「未来系ストライカーズ」 | テレビアニメ『スクールガールストライカーズ Animation Channel』オープニングテーマ                    |
| 1月25日  | 未来系ストライカーズ 澄原サトカ ver.                                                          | アルタイル・トルテ | 「未来系ストライカーズ」 | テレビアニメ『スクールガールストライカーズ Animation Channel』オープニングテーマ                    |
| 1月25日  | 未来系ストライカーズ 菜森まな ver.                                                            | アルタイル・トルテ | 「未来系ストライカーズ」 | テレビアニメ『スクールガールストライカーズ Animation Channel』オープニングテーマ                    |
| 1月25日  | 未来系ストライカーズ 菜森まな ver.                                                            | 菜森まな（小倉唯） | 「未来系ストライカーズ（菜森まな ver.）」 「マナリズムマナイズム」                                                           | テレビアニメ『スクールガールストライカーズ Animation Channel』関連曲                                |
| 3月15日  | ガールフレンド（仮） キャラクターソングシリーズ Vol.03                                        | にゅーろん★くりぃむそふと | 「HAJIけてシナプス☆シナモンロール」                                                                                          | ゲーム『ガールフレンド（仮）』関連曲                                                                |
| 3月15日  | ガールフレンド（仮） キャラクターソングシリーズ Vol.03                                        | ゆずもも | 「ハーモナイズ」 | ゲーム『ガールフレンド（仮）』関連曲                                                                |
| 4月28日  | My Lily Heart♡                                                                                | チュリ（小倉唯） | 「My Lily Heart♡」 | ゲーム『Pretty Plant』関連曲                                                                        |
| 5月7日   | ViVid Strike! Summer Time Vacance Songs                                                       | リンネ・ベルリネッタ（小倉唯） | 「Shiny Sky Memories」 | OVA『ViVid Strike!』挿入歌                                                                          |
| 5月10日  | あ・え・い・う・え・お・あお!!                                                                | 劇団ひととせ | 「あ・え・い・う・え・お・あお!!」                                                                                           | テレビアニメ『ひなこのーと』オープニングテーマ                                                      |
| 5月10日  | かーてんこーる!!!!!                                                                           | 劇団ひととせ | 「かーてんこーる!!!!!」 | テレビアニメ『ひなこのーと』エンディングテーマ                                                      |
| 5月10日  | かーてんこーる!!!!!                                                                           | 柊真雪（小倉唯）、荻野千秋（東城日沙子） | 「しあわせ色」 | テレビアニメ『ひなこのーと』関連曲                                                                  |
| 6月28日  | sin 七つの大罪 BD・DVD第1巻初回限定版特典CD                                                   | ベルゼバブ（小倉唯） | 「ミル・ひみつ・フィーユ」                                                                                                   | テレビアニメ『sin 七つの大罪』挿入歌                                                                |
| 7月6日   | オメガラビリンスZ D3P WEB SHOP限定パック特典 キャラクターソングCD                             | 瑠璃川うらら（小倉唯） | 「パスワードは友情！」 | ゲーム『オメガラビリンスZ』関連曲                                                                   |
| 8月9日   | TVアニメ『ひなろじ〜from Luck ＆ Logic〜』エンディング＆キャラソンミニアルバム                | 橘弥生（三森すずこ）、桐谷華凛（小倉唯）、桐谷華恋（湯浅かえで） | 「Grow Together!!!」 | テレビアニメ『ひなろじ〜from Luck & Logic〜』関連曲                                                 |
| 8月23日  | ひなこのーと BD・DVD第2巻初回生産特典CD                                                       | 柊真雪（小倉唯） | 「Sweet A La Mode」 「あ・え・い・う・え・お・あお!!」 「かーてんこーる!!!!!」                                               | テレビアニメ『ひなこのーと』関連曲                                                                  |
| 9月1日   | AH-C620R アストロガールズ・スペシャルエディション シリアルコード                              | 雨立申（小倉唯） | 「かんざし」 | デノン『アストロガールズ』関連曲                                                                    |
| 9月27日  | TVアニメ『天使の3P!』Three Angels Complete Album ♪                                            | ボーカルソフト音声（小倉唯） | 「深海プリズナー ボーカルソフトアレンジ」 「大切がきこえる ボーカルソフトアレンジ」 「INNOCENT BLUE ボーカルソフトアレンジ」 | テレビアニメ『天使の3P!』挿入歌                                                                     |
| 10月11日 | 大！地獄地獄節                                                                                | 地獄の沙汰オールスターズ | 「大！地獄地獄節」 | テレビアニメ『鬼灯の冷徹』オープニングテーマ                                                        |
| 10月20日 | AH-C620R アストロガールズ・スペシャルエディション 追加特典                                    | 雨立日（上坂すみれ）、 雨立申（小倉唯） | 「AstroElectronic」 | デノン『アストロガールズ』関連曲                                                                    |
| 10月25日 | ハッピー☆マテリアル                                                                           | 近衛刀太（高倉有加）、時坂九郎丸（広瀬ゆうき）、桜雨キリヱ（茅野愛衣）、夏凜（小倉唯）、結城忍（原田彩楓）、雪広みぞれ（鬼頭明里） | 「ハッピー☆マテリアル」 | テレビアニメ『UQ HOLDER! 〜魔法先生ネギま!2〜』オープニングテーマ                                   |
| 10月25日 | ハッピー☆マテリアル                                                                           | 近衛刀太（高倉有加）、時坂九郎丸（広瀬ゆうき）、桜雨キリヱ（茅野愛衣）、夏凜（小倉唯）、結城忍（原田彩楓）、雪広みぞれ（鬼頭明里） | 「Steady→Go!!」 | テレビアニメ『UQ HOLDER! 〜魔法先生ネギま！2〜』エンディングテーマ                                  |
| 2018年   |                                                                                               | | | |
| 1月24日  | スクールガールストライカーズ 〜トゥインクルメロディーズ〜 Melody Collection                   | アルタイル・トルテ | 「Draglight」 | ゲーム『スクールガールストライカーズ 〜トゥインクルメロディーズ〜』関連曲                           |
| 1月31日  | ルッキングオーダー -diva. Kurush-                                                             | クルシュ（小倉唯） | 「ルッキングオーダー」 「アルマギア」                                                                                        | 『アルマギア -Project-』関連曲                                                                      |
| 1月31日  | UQ HOLDER! 〜魔法先生ネギま！2〜 Blu-ray BOX DISC4 キャラクターソングCD                       | 桜雨キリヱ（茅野愛衣）、夏凜（小倉唯） | 「1000%SPARKING!」 | テレビアニメ『UQ HOLDER! 〜魔法先生ネギま！2〜』関連曲                                              |
| 2月14日  | むにゃむにゃゲッチュー恋吹雪！                                                                | にゅーろん★くりぃむそふと | 「むにゃむにゃゲッチュー恋吹雪！」                                                                                           | ゲーム『ガールフレンド（仮）』関連曲                                                                |
| 2月28日  | Wonderland Wars Cast Song                                                                     | シュネーヴィッツェン（小倉唯） | 「プリンセス・ナイトメーション」                                                                                             | ゲーム『Wonderland Wars』関連曲                                                                     |
| 3月7日   | We can!! HUGっと！プリキュア/HUGっと！未来☆ドリーマー                                         | キュアエール（引坂理絵）、キュアアンジュ（本泉莉奈）、キュアエトワール（小倉唯） | 「HUGっと！未来☆ドリーマー」                                                                                                 | テレビアニメ『HUGっと！プリキュア』エンディングテーマ                                               |
| 3月21日  | Picture Re:Cord Project♪ 〜Chant Collection〜                                                 | 瑠璃川春乃（三澤紗千香）、瑠璃川秋穂（小倉唯） | 「だいすきのワルツ」 | ゲーム『グリモア〜私立グリモワール魔法学園〜』関連曲                                                |
| 3月28日  | ポプテピピック ALL TIME BEST                                                                  | ドロップスターズ | 「Twinkling star」 | テレビアニメ『ポプテピピック』オープニングテーマ                                                    |
| 3月28日  | ポプテピピック ALL TIME BEST                                                                  | 星降そそぐ（小倉唯） | 「貴方に伝えたいコト」 | テレビアニメ『ポプテピピック』挿入歌                                                                |
| 4月25日  | 拝啓、地獄より                                                                                | 地獄の沙汰オールスターズ | 「拝啓、地獄より」 | テレビアニメ『鬼灯の冷徹』オープニングテーマ                                                        |
| 4月25日  | 拝啓、地獄より 初回盤                                                                         | 地獄の沙汰オールスターズ | 「大！地獄地獄節 お迎えver.」                                                                                                | テレビアニメ『鬼灯の冷徹』関連曲                                                                    |
| 5月21日  | 「CR織田信奈の野望II」テーマソング                                                            | 竹中半兵衛（小倉唯） | 「命、揺さぶられたい。」 | パチンコ『CR織田信奈の野望II』テーマソング                                                          |
| 5月23日  | HUGっと！プリキュア キャラクターシングル                                                      | キュアエトワール（小倉唯） | 「もう一度、あの空の先へ」                                                                                                   | テレビアニメ『HUGっと！プリキュア』関連曲                                                           |
| 5月30日  | りゅうおうのおしごと！ BD第3巻特典CD                                                          | JS研、夜叉神天衣（佐倉綾音） | 「JS Hoooooked ON!」 | テレビアニメ『りゅうおうのおしごと！』関連曲                                                        |
| 6月6日   | ON STAGE LIFE                                                                                 | 音楽少女 | 「ON STAGE LIFE」 | テレビアニメ『音楽少女』挿入歌                                                                      |
| 6月6日   | ON STAGE LIFE                                                                                 | 音楽少女 | 「ON STAGE LIFE（Taishi ReMix）」                                                                                            | テレビアニメ『音楽少女』関連曲                                                                      |
| 6月13日  | ウマ娘 プリティーダービー STARTING GATE 12                                                    | マンハッタンカフェ（小倉唯） | 「楽園」 | ゲーム『ウマ娘 プリティーダービー』関連曲                                                           |
| 6月13日  | ウマ娘 プリティーダービー STARTING GATE 12                                                    | マンハッタンカフェ（小倉唯）、エアシャカール（津田美波）、ナイスネイチャ（前田佳織里） | 「Go This Way」 「うまぴょい伝説」                                                                                           | ゲーム『ウマ娘 プリティーダービー』関連曲                                                           |
| 7月4日   | HUGっと！プリキュア ボーカルアルバム パワフル♥エール                                          | 薬師寺さあや（本泉莉奈）、輝木ほまれ（小倉唯） | 「トモダチという奇跡」 | テレビアニメ『HUGっと！プリキュア』関連曲                                                           |
| 7月4日   | HUGっと！プリキュア ボーカルアルバム パワフル♥エール                                          | キュアエール（引坂理絵）、キュアアンジュ（本泉莉奈）、キュアエトワール（小倉唯） | 「ZUTTO 在る ココに」 | テレビアニメ『HUGっと！プリキュア』関連曲                                                           |
| 7月4日   | HUGっと！プリキュア ボーカルアルバム パワフル♥エール                                          | キュアエール（引坂理絵）、キュアアンジュ（本泉莉奈）、キュアエトワール（小倉唯）、キュアマシェリ（田村奈央）、キュアアムール（田村ゆかり） | 「HUGっと!未来☆ドリーマー（5 PRECURE Ver.）」                                                                                | テレビアニメ『HUGっと！プリキュア』関連曲                                                           |
| 7月25日  | お願いマーガレット                                                                            | 音楽少女 | 「お願いマーガレット」 | テレビアニメ『音楽少女』挿入歌                                                                      |
| 7月27日  | 地平線ストライド                                                                              | あおい（井口裕香）、ひなた（阿澄佳奈）、かえで（日笠陽子）、ここな（小倉唯） | 「地平線ストライド」 | テレビアニメ『ヤマノススメ サードシーズン』オープニングテーマ                                       |
| 7月27日  | 地平線ストライド                                                                              | ここな（小倉唯） | 「地平線ストライド」 | テレビアニメ『ヤマノススメ サードシーズン』関連曲                                                   |
| 8月8日   | シャイニング・ピース                                                                          | 音楽少女 | 「シャイニング・ピース」 | テレビアニメ『音楽少女』エンディングテーマ                                                          |
| 8月8日   | シャイニング・ピース                                                                          | 音楽少女 | 「シャイニング・ピース (Taishi ReMix)」                                                                                      | テレビアニメ『音楽少女』関連曲                                                                      |
| 8月8日   | poppin'rain                                                                                   | 迎羽織（小倉唯） | 「poppin'rain」 | テレビアニメ『音楽少女』挿入歌                                                                      |
| 8月8日   | poppin'rain                                                                                   | 迎羽織（小倉唯） | 「be with you」 | テレビアニメ『音楽少女』関連曲                                                                      |
| 8月17日  | スクールガールストライカーズ 〜トゥインクルメロディーズ〜 Melody Collection Vol.2             | アルタイル・トルテ | 「キラキラ☆」 「無敵のメロディ」                                                                                             | ゲーム『スクールガールストライカーズ 〜トゥインクルメロディーズ〜』関連曲                           |
| 8月17日  | スクールガールストライカーズ 〜トゥインクルメロディーズ〜 Melody Collection Vol.2             | 上月真央（鷲見友美ジェナ）、菜森まな（小倉唯） | 「ミライクル！！Miracle☆」                                                                                                   | ゲーム『スクールガールストライカーズ 〜トゥインクルメロディーズ〜』関連曲                           |
| 8月22日  | HUGっと！YELL FOR YOU                                                                         | キュアエール（引坂理絵）、キュアアンジュ（本泉莉奈）、キュアエトワール（小倉唯）、キュアマシェリ（田村奈央）、キュアアムール（田村ゆかり） | 「HUGっと!YELL FOR YOU」 | テレビアニメ『HUGっと！プリキュア』エンディングテーマ                                               |
| 8月24日  | ヤマノススメ サードシーズン キャラクターソングミニアルバム                                    | ここな（小倉唯） | 「野いちごガーランド」 | テレビアニメ『ヤマノススメ サードシーズン』関連曲                                                   |
| 9月26日  | シャイニング・ピーシーズ                                                                      | 音楽少女 | 「シャイニング・ピース」 | テレビアニメ『音楽少女』挿入歌                                                                      |
| 9月26日  | シャイニング・ピーシーズ                                                                      | 迎羽織（小倉唯） | 「シャイニング・ピース」 | テレビアニメ『音楽少女』関連曲                                                                      |
| 9月26日  | プリンセスコネクト！Re:Dive PRICONNE CHARACTER SONG 05                                        | ミミ（日高里菜）、ミソギ（諸星すみれ）、キョウカ（小倉唯） | 「リトルアドベンチャー」 | ゲーム『プリンセスコネクト！Re:Dive』挿入歌                                                         |
| 9月28日  | 「PHANTASY STAR ONLINE 2」キャラクターソングCD〜Song Festival〜IV                             | フル＝ジャニース＝ラスヴィッツ（小倉唯） | 「fantastic seeker」 | ゲーム『ファンタシースターオンライン2』関連曲                                                       |
| 9月28日  | 「PHANTASY STAR ONLINE 2」キャラクターソングCD〜Song Festival〜IV                             | オークゥ＝ミラー（沼倉愛美）、フル＝ジャニース＝ラスヴィッツ（小倉唯） | 「エキセントリック・パーフェクト」                                                                                           | ゲーム『ファンタシースターオンライン2』関連曲                                                       |
| 9月28日  | 「PHANTASY STAR ONLINE 2」キャラクターソングCD〜Song Festival〜IV                             | マザー（佐藤利奈）、オークゥ＝ミラー（沼倉愛美）、フル＝ジャニース＝ラスヴィッツ（小倉唯）、ファレグ＝アイヴズ（皆口裕子） | 「Fly me to the moon」 | ゲーム『ファンタシースターオンライン2』関連曲                                                       |
| 12月26日 | 音楽少女 BD第4巻特典CD                                                                        | 迎羽織（小倉唯）、迎桐（上坂すみれ） | 「以心伝心のユーフォリア」                                                                                                   | テレビアニメ『音楽少女』関連曲                                                                      |
| 2019年   |                                                                                               | | | |
| 1月16日  | HUGっと！プリキュア ベストアルバム Cheerful Songs Best                                        | 野乃はな（引坂理絵）、薬師寺さあや（本泉莉奈）、輝木ほまれ（小倉唯）、愛崎えみる（田村奈央）、ルールー・アムール（田村ゆかり） | 「キミとともだち（One For All, All For One Ver.）」                                                                          | テレビアニメ『HUGっと！プリキュア』挿入歌                                                           |
| 1月30日  | ゆらぎ荘の幽奈さん BD・DVD第4巻特典CD                                                         | 伏黒夜々（小倉唯） | 「心じゃらし」 | テレビアニメ『ゆらぎ荘の幽奈さん』関連曲                                                            |
| 2月27日  | トリカゴ スクラップマーチ キャラクターソング UNIT2 終末世界ボールルーム                       | TWIN-CRUE l MIRROR-CREW | 「終末世界ボールルーム」 | ゲーム『トリカゴ スクラップマーチ』関連曲                                                           |
| 4月17日  | ポプテピピック ALL TIME BEST 2                                                                | ドロップスターズ | 「Pretty candle star」 | テレビアニメ『ポプテピピック』オープニングテーマ                                                    |
| 5月16日  | -                                                                                             | アイリーン（小倉唯） | 「笑顔の呪文」 | ゲーム『アルピエル』関連曲                                                                          |
| 8月28日  | Happy New Genesis 〜GRANBLUE FANTASY〜                                                        | ディアンサ（水瀬いのり）、リナリア（田中美海）、ハリエ（小倉唯）、ジオラ（高橋未奈美）、カンナ（内山夕実） | 「Happy New Genesis」 | ゲーム『グランブルーファンタジー』関連曲                                                            |
| 8月28日  | Happy New Genesis 〜GRANBLUE FANTASY〜                                                        | ハリエ（小倉唯）、カンナ（内山夕実） | 「Happy New Genesis」 | ゲーム『グランブルーファンタジー』関連曲                                                            |
| 10月23日 | 余白のほんね                                                                                  | 環いろは（麻倉もも）、七海やちよ（雨宮天）、由比鶴乃（夏川椎菜）、深月フェリシア（佐倉綾音）、二葉さな（小倉唯） | 「ホームメイド」 | ゲーム『マギアレコード 魔法少女まどか☆マギカ外伝』関連曲                                            |
| 12月25日 | プリンセスコネクト！Re:Dive PRICONNE CHARACTER SONG 12                                        | ミミ（日高里菜）、キョウカ（小倉唯）、ミソギ（諸星すみれ） | 「トリックホリック」 | ゲーム『プリンセスコネクト！Re:Dive』挿入歌                                                         |
| 2021年   |                                                                                               | | | |
| 1月27日  | 土下座で頼んでみた BD特典CD                                                                   | Dogeza 隊 | 「DOGEZA! Do get that!」 | テレビアニメ『土下座で頼んでみた』主題歌                                                            |
| 1月27日  | 土下座で頼んでみた BD特典CD                                                                   | 崖坂みのり（小倉唯） | 「DOGEZA! Do get that!」 | テレビアニメ『土下座で頼んでみた』関連曲                                                            |
| 1月27日  | 土下座で頼んでみた BD特典CD                                                                   | Dogeza 隊 | 「DOGEZA! Do get that!（君こそ土下 座だ！ver.）」                                                                            | テレビアニメ『土下座で頼んでみた』関連曲                                                            |
| 3月30日  | TVアニメ「シャドウバース」Original Soundtracks                                                | 黒羽アリス（小倉唯） | 「瞳の国のアリス」 | テレビアニメ『シャドウバース』挿入歌                                                                |
| 6月23日  | アイドル新鋭隊/モア!ジャンプ!モア!                                                            | MORE MORE JUMP!、初音ミク | 「アイドル新鋭隊」 「モア！ジャンプ！モア！」                                                                                | ゲーム『プロジェクトセカイ カラフルステージ！ feat. 初音ミク』関連曲                                |
| 10月20日 | SWITCH!-ぐんまちゃん SONG COLLECTION-                                                         | ぐんまちゃん（高橋花林）、あおま（内田彩）、みーみ（小倉唯） | 「SWITCH!」 | テレビアニメ『ぐんまちゃん』オープニングテーマ                                                      |
| 10月30日 | 最響カミズモード！コンプリートBOX特典CD                                                       | ピュアモンスーン（小倉唯） | 「闇を壊して」 | テレビアニメ『最響カミズモード！』エンディングテーマ                                                |
| 12月8日  | セカイ/ワーワーワールド/群青讃歌                                                              | 花里みのり（小倉唯）、小豆沢こはね（秋奈）、初音ミク | 「ワーワーワールド」 | ゲーム『プロジェクトセカイ カラフルステージ！ feat. 初音ミク』関連曲                                |
| 12月8日  | セカイ/ワーワーワールド/群青讃歌                                                              | 星乃一歌（野口瑠璃子）、花里みのり（小倉唯）、小豆沢こはね（秋奈）、天馬司（廣瀬大介）、宵崎奏（楠木ともり）、初音ミク | 「群青讃歌」 | ゲーム『プロジェクトセカイ カラフルステージ！ feat. 初音ミク』関連曲                                |
| 12月12日 | SWITCH!（みーみver.）                                                                         | みーみ（小倉唯） | 「SWITCH!（みーみver.）」 | テレビアニメ『ぐんまちゃん』関連曲                                                                  |
| 12月15日 | Color of Drops/天使のクローバー                                                               | MORE MORE JUMP!、巡音ルカ | 「Color of Drops」 | ゲーム『プロジェクトセカイ カラフルステージ！ feat. 初音ミク』関連曲                                |
| 12月15日 | Color of Drops/天使のクローバー                                                               | MORE MORE JUMP!、鏡音リン | 「天使のクローバー」 | ゲーム『プロジェクトセカイ カラフルステージ！ feat. 初音ミク』関連曲                                |
| 2022年   |                                                                                               | | | |
| 2月12日  | -                                                                                             | ミナ（小原好美）、ユカリ（M・A・O）、サナエ（小倉唯） | 「気まぐれロマンティック」                                                                                                   | テレビアニメ『からかい上手の高木さん3』挿入歌                                                       |
| 3月2日   | MORE MORE JUMP! SEKAI ALBUM vol.1                                                             | MORE MORE JUMP! | 「ハッピーシンセサイザ」 | ゲーム『プロジェクトセカイ カラフルステージ！ feat. 初音ミク』関連曲                                |
| 3月2日   | MORE MORE JUMP! SEKAI ALBUM vol.1                                                             | MORE MORE JUMP!、初音ミク | 「ビバハピ」 「メルティランドナイトメア」                                                                                    | ゲーム『プロジェクトセカイ カラフルステージ！ feat. 初音ミク』関連曲                                |
| 3月2日   | MORE MORE JUMP! SEKAI ALBUM vol.1                                                             | MORE MORE JUMP!、初音ミク | 「ニア」 | ゲーム『プロジェクトセカイ カラフルステージ！ feat. 初音ミク』関連曲                                |
| 3月2日   | MORE MORE JUMP! SEKAI ALBUM vol.1                                                             | MORE MORE JUMP!、初音ミク | 「恋愛裁判」 「マシュマリー」                                                                                                | ゲーム『プロジェクトセカイ カラフルステージ！ feat. 初音ミク』関連曲                                |
| 3月2日   | MORE MORE JUMP! SEKAI ALBUM vol.1                                                             | MORE MORE JUMP!、初音ミク | 「ミルククラウン・オン・ソーネチカ」                                                                                         | ゲーム『プロジェクトセカイ カラフルステージ！ feat. 初音ミク』関連曲                                |
| 3月2日   | MORE MORE JUMP! SEKAI ALBUM vol.1                                                             | MORE MORE JUMP!、巡音ルカ | 「どりーみんチュチュ」 | ゲーム『プロジェクトセカイ カラフルステージ！ feat. 初音ミク』関連曲                                |
| 3月16日  | ウマ娘 プリティーダービー WINNING LIVE 04                                                     | マルゼンスキー（Lynn）、メジロマックイーン（大西沙織）、ナリタブライアン（衣川里佳）、シンボリルドルフ（田所あずさ）、タマモクロス（大空直美）、マンハッタンカフェ（小倉唯）、エイシンフラッシュ（藤野彩水） | 「BLOW my GALE」 | ゲーム『ウマ娘 プリティーダービー』関連曲                                                           |
| 3月16日  | ウマ娘 プリティーダービー WINNING LIVE 04                                                     | マルゼンスキー（Lynn）、オグリキャップ（高柳知葉）、メジロマックイーン（大西沙織）、ナリタブライアン（衣川里佳）、シンボリルドルフ（田所あずさ）、タマモクロス（大空直美）、マンハッタンカフェ（小倉唯）、エイシンフラッシュ（藤野彩水）、スーパークリーク（優木かな）、ナイスネイチャ（前田佳織里）、マチカネタンホイザ（遠野ひかる）、イクノディクタス（田澤茉純）、ツインターボ（花井美春）、サトノダイヤモンド（立花日菜）、キタサンブラック（矢野妃菜喜）、サクラチヨノオー（野口瑠璃子）、メジロアルダン（会沢紗弥）、ヤエノムテキ（日原あゆみ） | 「うまぴょい伝説」 | ゲーム『ウマ娘 プリティーダービー』関連曲                                                           |
| 3月25日  | TVアニメ『ワッチャプリマジ！』キャラクターソングミニアルバム PUMPING WACCHA! 01               | 甘瓜みるき（相良茉優）、はにたん（小倉唯） | 「イワナイ」 | テレビアニメ『ワッチャプリマジ！』挿入歌                                                            |
| 7月13日  | 「からかい上手の高木さん3&劇場版」Cover Song Collection                                       | 高木さん with 2年2組 | 「学園天国」 | テレビアニメ『からかい上手の高木さん3』エンディングテーマ                                           |
| 7月17日  | かがやきサマーデイズ                                                                          | アビドス高等学校対策委員会 | 「かがやきサマーデイズ」 | Webアニメ『ブルーアーカイブ 1.5周年記念ショートアニメーション』エンディングテーマ                   |
| 8月19日  | マイターン                                                                                    | 黒羽アリス（小倉唯） | 「マイターン」 | テレビアニメ『シャドウバースF』エンディングテーマ                                                   |
| 9月28日  | プリンセスコネクト！Re:Dive PRICONNE CHARACTER SONG 29                                        | キョウカ（小倉唯）、ミソギ（諸星すみれ）、ミミ（日高里菜） | 「わくわくSUMMER TIME！」 | ゲーム『プリンセスコネクト！Re:Dive』挿入歌                                                         |
| 9月28日  | プリンセスコネクト！Re:Dive PRICONNE CHARACTER SONG 29                                        | キョウカ（小倉唯） | 「わくわくSUMMER TIME！」 | ゲーム『プリンセスコネクト！Re:Dive』関連曲                                                         |
| 10月4日  | ウマ娘 プリティーダービー Solo Vocal Tracks Vol.5 -4th EVENT SPECIAL DREAMERS!! EXTRA STAGE-  | マンハッタンカフェ（小倉唯） | 「We are DREAMERS!!（Game Size）」 「BLOW my GALE（Game Size）」                                                             | ゲーム『ウマ娘 プリティーダービー』関連曲                                                           |
| 11月1日  | Journey                                                                                       | 初音ミク、星乃一歌（野口瑠璃子）、花里みのり（小倉唯）、小豆沢こはね（秋奈）、天馬司（廣瀬大介）、宵崎奏（楠木ともり） | 「Journey」 | ゲーム『プロジェクトセカイ カラフルステージ！ feat. 初音ミク』2周年アニバーサリーソング             |
| 11月25日 | フレッジ                                                                                      | 環いろは（麻倉もも）、七海やちよ（雨宮天）、由比鶴乃（夏川椎菜）、深月フェリシア（佐倉綾音）、二葉さな（小倉唯）、環うい（石見舞菜香） | 「フレッジ」 | ゲーム『マギアレコード 魔法少女まどか☆マギカ外伝』第2部エンディングテーマ                           |
| 2023年   |                                                                                               | | | |
| 1月18日  | アイノマテリアル/アイスドロップ                                                               | MORE MORE JUMP!、MEIKO | 「アイノマテリアル」 | ゲーム『プロジェクトセカイ カラフルステージ！ feat. 初音ミク』関連曲                                |
| 1月18日  | アイノマテリアル/アイスドロップ                                                               | MORE MORE JUMP!、鏡音レン | 「アイスドロップ」 | ゲーム『プロジェクトセカイ カラフルステージ！ feat. 初音ミク』関連曲                                |
| 1月26日  | -                                                                                             | みるき（相良茉優）、はにたん（小倉唯） | 「バズパズルピピピース」 | ゲーム『ワッチャプリマジ！スタジオ』関連曲                                                          |
| 2月25日  | Z/X -Zillions of enemy X- 10th Anniversary Album「IGNITION」                                  | 各務原あづみ（小倉唯）、リゲル（内田彩） | 「Best Friends Forever」 | ゲーム『Z/X Code OverBoost』主題歌                                                                  |
| 3月29日  | ウマ娘 プリティーダービー WINNING LIVE 11                                                     | スペシャルウィーク（和氣あず未）、トウカイテイオー（Machico）、テイエムオペラオー（徳井青空）、ナリタブライアン（衣川里佳）、シンボリルドルフ（田所あずさ）、マヤノトップガン（星谷美緒）、マンハッタンカフェ（小倉唯）、アグネスタキオン（上坂すみれ）、アドマイヤベガ（咲々木瞳）、マーベラスサンデー（三宅麻理恵）、ミスターシービー（天海由梨奈）、ツインターボ（花井美春）、サトノダイヤモンド（立花日菜）、キタサンブラック（矢野妃菜喜）、サクラローレル（真野美月）、ナリタトップロード（中村カンナ）、シンボリクリスエス（春川芽生）、タニノギムレット（松岡美里）、メジロラモーヌ（東山奈央）、サトノクラウン（鈴代紗弓）、シュヴァルグラン（夏吉ゆうこ）、ジャングルポケット（藤本侑里） 、カツラギエース（藤原夏海）                                                   | 「DRAMATIC JOURNEY」 | ゲーム『ウマ娘 プリティーダービー』関連曲                                                           |
| 3月29日  | ウマ娘 プリティーダービー WINNING LIVE 11                                                     | スペシャルウィーク（和氣あず未）、トウカイテイオー（Machico）、ウオッカ（大橋彩香）、テイエムオペラオー（徳井青空）、ナリタブライアン（衣川里佳）、シンボリルドルフ（田所あずさ）、マヤノトップガン（星谷美緒）、マンハッタンカフェ（小倉唯）、アグネスタキオン（上坂すみれ）、アドマイヤベガ（咲々木瞳）、マーベラスサンデー （三宅麻理恵）、ミスターシービー（天海由梨奈）、ツインターボ（花井美春）、サトノダイヤモンド（立花日菜）、キタサンブラック（矢野妃菜喜）、ツルマルツヨシ（青山吉能）、サクラローレル（真野美月）、ナリタトップロード（中村カンナ）、シンボリクリスエス（春川芽生）、タニノギムレット（松岡美里）、メジロラモーヌ（東山奈央）、サトノクラウン（鈴代紗弓）、シュヴァルグラン（夏吉ゆうこ）、ジャングルポケット（藤本侑里）、カツラギエース（藤原夏海） | 「うまぴょい伝説」 | ゲーム『ウマ娘 プリティーダービー』関連曲                                                           |
| 4月19日  | 秘密♡Melody（わたゆり盤）                                                                     | 白鷺陽芽（小倉唯）、綾小路美月（上坂すみれ） | 「夢が覚めても」 | テレビアニメ『私の百合はお仕事です!』エンディングテーマ                                             |
| 4月28日  | Be The MUSIC!                                                                                 | 「All Music MIKUdemy」一同 | 「Be The MUSIC!」 | ゲーム『プロジェクトセカイ カラフルステージ！ feat. 初音ミク』関連曲                                |
| 5月10日  | ワールドワイドワンダー/メタモリボン                                                           | MORE MORE JUMP!、KAITO | 「ワールドワイドワンダー」                                                                                                   | ゲーム『プロジェクトセカイ カラフルステージ！ feat. 初音ミク』関連曲                                |
| 5月10日  | ワールドワイドワンダー/メタモリボン                                                           | MORE MORE JUMP!、鏡音リン | 「メタモリボン」 | ゲーム『プロジェクトセカイ カラフルステージ！ feat. 初音ミク』関連曲                                |
| 7月19日  | イフ/パラソルサイダー                                                                         | MORE MORE JUMP!、初音ミク | 「イフ」 | ゲーム『プロジェクトセカイ カラフルステージ！ feat. 初音ミク』関連曲                                |
| 7月19日  | イフ/パラソルサイダー                                                                         | MORE MORE JUMP!、巡音ルカ | 「パラソルサイダー」 | ゲーム『プロジェクトセカイ カラフルステージ！ feat. 初音ミク』関連曲                                |
| 7月26日  | ポールプリンセス!! Starlight challenge                                                        | 星北ヒナノ（土屋李央）、西条リリア（鈴木杏奈）、東坂ミオ（小倉唯）、南曜スバル（日向未南） | 「Starlight challenge」 | Webアニメ『ポールプリンセス!!』主題歌                                                               |
| 7月26日  | ポールプリンセス!! -Solo Pole Song Album-                                                     | 東坂ミオ（小倉唯） | 「マジカル☆アイデンティファイ〜3・2・1の魔法〜」                                                                             | Webアニメ『ポールプリンセス!!』挿入歌                                                               |
| 8月30日  | なりきっちゃってスキャンダル/シンデレラストーリー                                             | 岡野RAU（小倉唯） | 「なりきっちゃってスキャンダル」 「シンデレラストーリー」                                                                    | Webアニメ『幼女社長R』関連曲                                                                        |
| 9月13日  | ウマ娘 プリティーダービー WINNING LIVE 14                                                     | ゴールドシップ（上田瞳）、ウオッカ（大橋彩香）、エルコンドルパサー（髙橋ミナミ）、マンハッタンカフェ（小倉唯）、エアシャカール（津田美波）、エイシンフラッシュ（藤野彩水）、ナカヤマフェスタ（下地紫野）、サトノダイヤモンド（立花日菜）、キタサンブラック（矢野妃菜喜）、シリウスシンボリ（ファイルーズあい）、サクラローレル（真野美月）、ネオユニヴァース（白石晴香）、タップダンスシチー（篠田みなみ） | 「L’Arc de gloire」 | ゲーム『ウマ娘 プリティーダービー』関連曲                                                           |
| 9月13日  | ウマ娘 プリティーダービー WINNING LIVE 14                                                     | ゴールドシップ（上田瞳）、ウオッカ（大橋彩香）、エルコンドルパサー（髙橋ミナミ）、マンハッタンカフェ（小倉唯）、エアシャカール（津田美波）、エイシンフラッシュ（藤野彩水）、ゴールドシチー（香坂さき）、トーセンジョーダン（鈴木絵理）、ナカヤマフェスタ（下地紫野）、メジロパーマー（のぐちゆり）、ダイタクヘリオス（山根綺）、サトノダイヤモンド（立花日菜）、キタサンブラック（矢野妃菜喜）、シリウスシンボリ（ファイルーズあい）、サクラローレル（真野美月）、ネオユニヴァース（白石晴香）、タップダンスシチー（篠田みなみ） | 「うまぴょい伝説」 | ゲーム『ウマ娘 プリティーダービー』関連曲                                                           |
| 9月13日  | DREAM PLACE/フロート・プランナー                                                              | MORE MORE JUMP!、MEIKO | 「DREAM PLACE」 | ゲーム『プロジェクトセカイ カラフルステージ！ feat. 初音ミク』関連曲                                |
| 9月13日  | DREAM PLACE/フロート・プランナー                                                              | MORE MORE JUMP!、鏡音リン | 「フロート・プランナー」 | ゲーム『プロジェクトセカイ カラフルステージ！ feat. 初音ミク』関連曲                                |
| 9月16日  | ウマ娘 プリティーダービー Solo Vocal Tracks Vol.7 5th EVENT ARENA TOUR GO BEYOND -GAZE-       | マンハッタンカフェ（小倉唯） | 「Gaze on Me!（Game Size）」 「Ms. VICTORIA（Game Size）」 「DRAMATIC JOURNEY（Game Size）」                                 | ゲーム『ウマ娘 プリティーダービー』関連曲                                                           |
| 10月1日  | NEO                                                                                           | 初音ミク、星乃一歌（野口瑠璃子）、花里みのり（小倉唯）、小豆沢こはね（秋奈）、天馬司（廣瀬大介）、宵崎奏（楠木ともり） | 「NEO」 | ゲーム『プロジェクトセカイ カラフルステージ！ feat. 初音ミク』3周年アニバーサリーソング             |
| 12月6日  | 私は、私達は/ももいろの鍵                                                                     | MORE MORE JUMP!、鏡音レン | 「私は、私達は」 | ゲーム『プロジェクトセカイ カラフルステージ！ feat. 初音ミク』関連曲                                |
| 12月6日  | 私は、私達は/ももいろの鍵                                                                     | MORE MORE JUMP!、巡音ルカ | 「ももいろの鍵」 | ゲーム『プロジェクトセカイ カラフルステージ！ feat. 初音ミク』関連曲                                |
| 2024年   |                                                                                               | | | |
| 1月31日  | -                                                                                             | 蜻蛉切（小倉唯） | 「斬るYou」 | 『刀姫プロジェクト』関連曲                                                                          |
| 2月7日   | MORE MORE JUMP! SEKAI ALBUM vol.2                                                             | MORE MORE JUMP!、鏡音リン | 「Happy Halloween」 「Booo!」                                                                                                | ゲーム『プロジェクトセカイ カラフルステージ！ feat. 初音ミク』関連曲                                |
| 2月7日   | MORE MORE JUMP! SEKAI ALBUM vol.2                                                             | MORE MORE JUMP!、初音ミク | 「からくりピエロ」 「心予報」 「ヴァンパイア」 「気まぐれメルシィ」 「深海少女」                                             | ゲーム『プロジェクトセカイ カラフルステージ！ feat. 初音ミク』関連曲                                |
| 2月7日   | MORE MORE JUMP! SEKAI ALBUM vol.2                                                             | MORE MORE JUMP!、初音ミク | 「ダーリンダンス」 「ロンリーユニバース」                                                                                    | ゲーム『プロジェクトセカイ カラフルステージ！ feat. 初音ミク』関連曲                                |
| 2月7日   | MORE MORE JUMP! SEKAI ALBUM vol.2                                                             | MORE MORE JUMP!、鏡音リン | 「セツナトリップ」 | ゲーム『プロジェクトセカイ カラフルステージ！ feat. 初音ミク』関連曲                                |
| 3月6日   | ウマ娘 プリティーダービー WINNING LIVE 16                                                     | スペシャルウィーク（和氣あず未）、オグリキャップ（高柳知葉）、ゴールドシップ（上田瞳）、ナリタブライアン（衣川里佳）、タマモクロス（大空直美）、マンハッタンカフェ（小倉唯）、アグネスタキオン（上坂すみれ）、サトノダイヤモンド（立花日菜）、キタサンブラック（矢野妃菜喜）、サクラローレル（真野美月）、ヴィルシーナ（奥野香耶）、ジャングルポケット（藤本侑里）、ドゥラメンテ（秋奈）、ラインクラフト（小島菜々恵）、シーザリオ（佐藤榛夏)、オルフェーヴル（日笠陽子）、ジェンティルドンナ（芹澤優）、ウインバリアシオン（月城日花） | 「U.M.A. NEW WORLD!!」 | ゲーム『ウマ娘 プリティーダービー』関連曲                                                           |
| 3月6日   | ウマ娘 プリティーダービー WINNING LIVE 16                                                     | スペシャルウィーク（和氣あず未）、オグリキャップ（高柳知葉）、ゴールドシップ（上田瞳）、ナリタブライアン（衣川里佳）、タマモクロス（大空直美）、マンハッタンカフェ（小倉唯）、アグネスタキオン（上坂すみれ）、サトノダイヤモンド（立花日菜）、キタサンブラック（矢野妃菜喜）、サクラローレル（真野美月）、サトノクラウン（鈴代紗弓）、シュヴァルグラン（夏吉ゆうこ）、ヴィルシーナ（奥野香耶）、ジャングルポケット（藤本侑里）、ドゥラメンテ（秋奈）、ラインクラフト（小島菜々恵）、シーザリオ（佐藤榛夏）、オルフェーヴル（日笠陽子）、ジェンティルドンナ（芹澤優）、ウインバリアシオン（月城日花） | 「うまぴょい伝説」 | ゲーム『ウマ娘 プリティーダービー』関連曲                                                           |
| 3月27日  | 劇場版 ポールプリンセス!! -Complete Album-                                                    | 東坂ミオ（小倉唯） | 「トキメキ・まぁ〜メイド」                                                                                                   | 劇場アニメ『劇場版 ポールプリンセス!!』挿入歌                                                       |
| 3月27日  | 劇場版 ポールプリンセス!! -Complete Album-                                                    | 星北ヒナノ（土屋李央）、西条リリア（鈴木杏奈）、東坂ミオ（小倉唯）、南曜スバル（日向未南）、御子白ユカリ（南條愛乃）、紫藤サナ（日高里菜）、蒼唯ノア（早見沙織） | 「Starlight challenge -allstar ver.-」                                                                                       | 劇場アニメ『劇場版 ポールプリンセス!!』エンディングテーマ                                           |
| 4月21日  | ブルーアーカイブ 絆ダイアローグ Vol.1「シロコ」                                               | シロコ（小倉唯） | 「あゆみ」 | ゲーム『ブルーアーカイブ -Blue Archive-』関連曲                                                     |
| 5月15日  | チームメイト/はぐ                                                                             | MORE MORE JUMP!、鏡音レン | 「チームメイト」 「はぐ」 | ゲーム『プロジェクトセカイ カラフルステージ！ feat. 初音ミク』関連曲                                |
| 5月24日  | 劇場版『ウマ娘 プリティーダービー 新時代の扉』オリジナル・サウンドトラック                    | ジャングルポケット（藤本侑里）、アグネスタキオン（上坂すみれ）、マンハッタンカフェ（小倉唯）、ダンツフレーム（福嶋晴菜） | 「Ready!! Steady!! Derby!!」                                                                                                 | 劇場アニメ『ウマ娘 プリティーダービー 新時代の扉』主題歌                                            |
| 5月24日  | 劇場版『ウマ娘 プリティーダービー 新時代の扉』オリジナル・サウンドトラック                    | ジャングルポケット（藤本侑里）、アグネスタキオン（上坂すみれ）、マンハッタンカフェ（小倉唯）、ダンツフレーム（福嶋晴菜） | 「PRISMATIC SPURT!!!!」 | 劇場アニメ『ウマ娘 プリティーダービー 新時代の扉』挿入歌                                            |
| 5月24日  | 劇場版『ウマ娘 プリティーダービー 新時代の扉』オリジナル・サウンドトラック                    | ジャングルポケット（藤本侑里）、アグネスタキオン（上坂すみれ）、マンハッタンカフェ（小倉唯）、ダンツフレーム（福嶋晴菜）、フジキセキ（松井恵理子）、テイエムオペラオー（徳井青空）、ナリタトップロード（中村カンナ）、メイショウドトウ（和多田美咲）、アドマイヤベガ（咲々木瞳）、オグリキャップ（高柳知葉）、ダイワスカーレット（木村千咲）、アグネスデジタル（鈴木みのり）、ユキノビジン（山本希望）、ライスシャワー（石見舞菜香）、エアシャカール（津田美波）、カレンチャン（篠原侑）、ゴールドシチー（香坂さき）、トーセンジョーダン（鈴木絵理）、ハルウララ（首藤志奈）、キングヘイロー（佐伯伊織）、ヒシミラクル（春日さくら） | 「うまぴょい伝説」 | 劇場アニメ『ウマ娘 プリティーダービー 新時代の扉』エンディングテーマ                                |
| 6月19日  | プロジェクトセカイ カラフルステージ！ feat. 初音ミク アナザーボーカルアルバム MORE MORE JUMP! | MORE MORE JUMP! | 「ハッピーシンセサイザ」 | ゲーム『プロジェクトセカイ カラフルステージ！ feat. 初音ミク』関連曲                                |
| 6月19日  | プロジェクトセカイ カラフルステージ！ feat. 初音ミク アナザーボーカルアルバム MORE MORE JUMP! | MORE MORE JUMP! | 「ビバハピ」 | ゲーム『プロジェクトセカイ カラフルステージ！ feat. 初音ミク』関連曲                                |
| 6月19日  | プロジェクトセカイ カラフルステージ！ feat. 初音ミク アナザーボーカルアルバム MORE MORE JUMP! | 花里みのり（小倉唯） | 「恋愛裁判」 「ミルククラウン・オン・ソーネチカ」 「天使のクローバー」 「アイノマテリアル」 「群青讃歌」                     | ゲーム『プロジェクトセカイ カラフルステージ！ feat. 初音ミク』関連曲                                |
| 6月26日  | ウマ娘 プリティーダービー WINNING LIVE 19                                                     | マンハッタンカフェ（小倉唯）、アグネスタキオン（上坂すみれ） | 「Mystery x Chemistry」 | ゲーム『ウマ娘 プリティーダービー』関連曲                                                           |
| 6月26日  | ウマ娘 プリティーダービー WINNING LIVE 19                                                     | マンハッタンカフェ（小倉唯）、ミホノブルボン（長谷川育美）、アグネスタキオン（上坂すみれ）、アドマイヤベガ（咲々木瞳）、ヴィブロス（伊藤彩沙）、ダンツフレーム（福嶋晴菜）、ジャングルポケット（藤本侑里）、スティルインラブ（宮下早紀）、ネオユニヴァース（白石晴香）、ラインクラフト（小島菜々恵）、シーザリオ（佐藤榛夏）、エアメサイア（根本優奈）、デアリングハート（希水しお） | 「うまぴょい伝説」 | ゲーム『ウマ娘 プリティーダービー』関連曲                                                           |
| 7月26日  | 抱きしめてよ                                                                                  | 天狗ノ國バンド ボーカル：鞍馬天狗（小倉唯） | 「抱きしめてよ」 | ゲーム『ラグナドール 妖しき皇帝と終焉の夜叉姫』関連曲                                               |
| 7月31日  | プリンセスコネクト！Re:Dive PRICONNE CHARACTER SONG 40                                        | スズメ（悠木碧）、キョウカ（小倉唯） | 「瞳に映るシルエット」 | ゲーム『プリンセスコネクト！Re:Dive』挿入歌                                                         |
| 7月31日  | プリンセスコネクト！Re:Dive PRICONNE CHARACTER SONG 40                                        | キョウカ（小倉唯） | 「瞳に映るシルエット」 | ゲーム『プリンセスコネクト！Re:Dive』関連曲                                                         |
| 8月31日  | ウマ娘 プリティーダービー Solo Vocal Tracks Vol.10 Twinkle Circle! in HAKODATE                | マンハッタンカフェ（小倉唯） | 「L'Arc de gloire（Game Size）」                                                                                             | ゲーム『ウマ娘 プリティーダービー』関連曲                                                           |
| 9月11日  | 青春のアーカイブ/真昼の空の月                                                                 | アビドス高等学校対策委員会 | 「青春のアーカイブ」 | テレビアニメ『ブルーアーカイブ The Animation』オープニングテーマ                                    |
| 9月11日  | 青春のアーカイブ/真昼の空の月                                                                 | アビドス高等学校対策委員会 | 「真昼の空の月」 | テレビアニメ『ブルーアーカイブ The Animation』エンディングテーマ                                    |
| 9月28日  | ウマ娘 プリティーダービー Solo Vocal Tracks Vol.11 Twinkle Circle! in AICHI                   | マンハッタンカフェ（小倉唯） | 「トレセン音頭（Game Size）」                                                                                                | ゲーム『ウマ娘 プリティーダービー』関連曲                                                           |
| 10月16日 | MOTTO!!!/JUMPIN’ OVER !                                                                       | MORE MORE JUMP!、初音ミク | 「MOTTO!!!」 「JUMPIN’ OVER !」                                                                                              | ゲーム『プロジェクトセカイ カラフルステージ！ feat. 初音ミク』関連曲                                |
| 10月31日 | -                                                                                             | ナターシャ（小倉唯） | 「the bouquet」 | ゲーム『メメントモリ』キャラクター専用曲                                                            |
| 11月16日 | ウマ娘 プリティーダービー Solo Vocal Tracks Vol.13 Twinkle Circle! in OSAKA                   | マンハッタンカフェ（小倉唯） | 「Ready!! Steady!! Derby!!」 「PRISMATIC SPURT!!!!」                                                                         | ゲーム『ウマ娘 プリティーダービー』関連曲                                                           |
| 12月12日 | -                                                                                             | 真白杏奈（小倉唯） | 「聖なる森」 | ゲーム『ミステリーの歩き方』エンディングテーマ                                                      |
| 12月23日 | ありがとう、そしてこれからも。                                                                | カズサ（夏吉ゆうこ）、キキョウ（小松未可子）、キサキ（相坂優歌）、コユキ（乾夏寧）、サオリ（石上静香）、シロコ＊テラー（小倉唯）、ヒナ（広橋涼）、ホシノ（花守ゆみり）、マリー（小澤亜李）、マリナ（平井祥恵）、ユウカ（春花らん） | 「ありがとう、そしてこれからも。」                                                                                           | ゲーム『ブルーアーカイブ -Blue Archive-』4周年記念楽曲                                              |
| 2025年   |                                                                                               | | | |
| 1月17日  | FUN!!                                                                                         | MORE MORE JUMP! | 「FUN!!」 | 劇場アニメ『劇場版プロジェクトセカイ 壊れたセカイと歌えないミク』関連曲                             |
| 1月19日  | ブルーアーカイブ 青春あんさんぶる Vol.9 「対策委員会」                                        | 対策委員会 | 「一緒の約束」 | ゲーム『ブルーアーカイブ -Blue Archive-』関連曲                                                     |
| 1月30日  | Worlders                                                                                      | バーチャル・シンガー、Leo/need、MORE MORE JUMP!、Vivid BAD SQUAD、ワンダーランズ×ショウタイム、25時、ナイトコードで。 | 「Worlders」 | 劇場アニメ『劇場版プロジェクトセカイ 壊れたセカイと歌えないミク』エンディングテーマ                 |
| 2月21日  | 群青讃歌（劇場版プロジェクトセカイver.）                                                      | Leo/need、MORE MORE JUMP!、Vivid BAD SQUAD、ワンダーランズ×ショウタイム、25時、ナイトコードで。 | 「群青讃歌（劇場版プロジェクトセカイver.）」                                                                                 | 劇場アニメ『劇場版プロジェクトセカイ 壊れたセカイと歌えないミク』挿入歌                             |
| 3月31日  | 熱風                                                                                          | 初音ミク、星乃一歌（野口瑠璃子）、花里みのり（小倉唯）、小豆沢こはね（秋奈）、天馬司（廣瀬大介）、宵崎奏（楠木ともり） | 「熱風」 | ゲーム『プロジェクトセカイ カラフルステージ！ feat. 初音ミク』4周年アニバーサリーソング             |
| 3月31日  | 我らステインバスターズ！                                                                      | MORE MORE JUMP!、初音ミク、鏡音リン | 「我らステインバスターズ！」                                                                                                 | サンスター『オーラツー』×『プロジェクトセカイ カラフルステージ！ feat. 初音ミク』コラボ楽曲         |
| 4月2日   | Supernova/キラー                                                                              | MORE MORE JUMP!、KAITO | 「Supernova」 | ゲーム『プロジェクトセカイ カラフルステージ！ feat. 初音ミク』関連曲                                |
| 4月2日   | Supernova/キラー                                                                              | MORE MORE JUMP!、鏡音リン | 「キラー」 | ゲーム『プロジェクトセカイ カラフルステージ！ feat. 初音ミク』関連曲                                |
| 6月11日  | MORE MORE JUMP! SEKAI ALBUM vol.3                                                             | MORE MORE JUMP!、MEIKO | 「きゅうくらりん」 「くうになる」                                                                                            | ゲーム『プロジェクトセカイ カラフルステージ！ feat. 初音ミク』関連曲                                |
| 6月11日  | MORE MORE JUMP! SEKAI ALBUM vol.3                                                             | MORE MORE JUMP!、初音ミク | 「白い雪のプリンセスは」 「さよならプリンセス」 「flos」 「だめにんげんだ!」 「キャットフード」                              | ゲーム『プロジェクトセカイ カラフルステージ！ feat. 初音ミク』関連曲                                |
| 6月11日  | MORE MORE JUMP! SEKAI ALBUM vol.3                                                             | MORE MORE JUMP!、鏡音リン | 「メランコリック」 「ポッピンキャンディ☆フィーバー！」                                                                       | ゲーム『プロジェクトセカイ カラフルステージ！ feat. 初音ミク』関連曲                                |
| 6月11日  | MORE MORE JUMP! SEKAI ALBUM vol.3                                                             | MORE MORE JUMP!、KAITO | 「悪役にキスシーンを」 | ゲーム『プロジェクトセカイ カラフルステージ！ feat. 初音ミク』関連曲                                |
| 6月11日  | MORE MORE JUMP! SEKAI ALBUM vol.3                                                             | MORE MORE JUMP!、巡音ルカ | 「如月アテンション」 | ゲーム『プロジェクトセカイ カラフルステージ！ feat. 初音ミク』関連曲                                |
| 8月9日   | -                                                                                             | ユリ（小倉唯） | 「Cat Girl♡Magic」 | ゲーム『キャットガールサバイバー』テーマソング                                                      |
| 10月22日 | メメントモリ Lament Collection Vol.3 〜Witches of Qlipha〜                                    | ナターシャ（小倉唯） | 「X. THE FLOWER」 | ゲーム『メメントモリ』キャラクター専用曲                                                            |

## その他参加作品
| 発売日         | 商品名                                                     | 歌 | 楽曲 | 備考                                                                                    |
| -------------- | ---------------------------------------------------------- | --- | --- | --------------------------------------------------------------------------------------- |
| 2009年10月16日 | はぴてんのうた☆                                            | はぴてん♪ | 「はぴてんのうた☆」 | ゲーム『お掃除戦隊くりーんきーぱーH』主題歌                                             |
| 2009年12月17日 | テトリス・デカリス オリジナルサウンドトラック 恋のデカリス | チームDEKARIS | 「恋の無敵コマンド」 「運命は "I" Love You」 「友情Try again!」 「恋色パズル」 「Sweets×Sweets」 「難しいけど愛している〜デカリス〜」                                                  | ゲーム『テトリス・デカリス』挿入歌                                                      |
| 2010年4月5日   | 盗んだハートはココですよ？                                 | 小倉唯 with ぷるぷるいゃ〜ん（能登有沙&三澤紗千香） | 「盗んだハートはココですよ？」 | テレビアニメ『怪盗レーニャ』オープニングテーマ                                          |
| 2010年12月15日 | プッチベスト11                                             | 田中れいな（モーニング娘。） / コーラス：小倉唯 with ぷるぷるいゃ〜ん（能登有沙&三澤紗千香） | 「盗んだハートはココですよ？」 | テレビアニメ『怪盗レーニャ』関連曲                                                      |
| 2011年6月22日  | 愛は勝つ                                                   | がんばろうニッポン 愛は勝つ シンガーズ | 「愛は勝つ」 | 東日本大震災復興支援企画『「がんばろうニッポン 愛は勝つ」プロジェクト』チャリティソング |
| 2012年8月11日  | 創傷クロスライン                                           | 少女病 | 「Resistance」 「フェザースノウ」 「眠り姫と夢の空想儀」 「初恋リセット」 「浮遊黒猫と楽団装置」 「運命性トライアングル」 「運命旋律の共鳴する丘」 「感傷ロストライン」 「廃園イデア」 |                                                                                         |
| 2013年5月16日  | The Galaxy Express 999                                     | ALI PROJECT、ChouCho、Gero、GRANRODEO、i☆Ris、May'n、nano.RIPE、OLDCODEX、Ray、ZAQ、Zwei、アフィリア・サーガ、いとうかなこ、上坂すみれ、小倉唯、喜多村英梨、串田アキラ、栗林みな実、黒崎真音、小松未可子、サイキックラバー、鈴木このみ、鈴村健一、竹達彩奈、田村ゆかり、茅原実里、富永TOMMY弘明、中島愛、七森中☆ごらく部、南里侑香、野水いおり、日笠陽子、藤田麻衣子、三澤紗千香、水樹奈々、ゆいかおり | 「The Galaxy Express 999」 | ライブイベント『Animelo Summer Live 2013 -FLAG NINE-』テーマソング                      |
| 2020年2月4日   | Z/X Code reunion Blu-ray BOX1 特典CD                       | 小倉唯、内田彩 | 「ガール・ミーツ・ガール」 | テレビアニメ『Z/X Code reunion』エンディングテーマ                                      |
| 2020年4月2日   | Z/X Code reunion Blu-ray BOX2 特典CD                       | 小倉唯、内田彩、水瀬いのり、長縄まりあ、鈴木愛奈、富田美憂 | 「ガール・ミーツ・ガール」 | テレビアニメ『Z/X Code reunion』エンディングテーマ                                      |

## 作詞を行った作品
※（ ）内は作曲者を示す。
1. かけがえのない瞬間（三井真一）
2. ピーナッツ!（俊龍）
3. 赤いリボン（※塚田耕平と共作。塚田耕平）
4. I・LOVE・YOU!!（遠藤直弥）
5. pyu♥a purely（太田晴之）
6. Fightin★Pose（※KIKUEと共作。雨漏りP）
7. ta・ta・tarte♪（服部祐希）
8. 桜色ラビネス（塚田耕平）
9. Precious.（滝川龍聖）
10. 秘密♡Melody（滝澤俊輔）
11. Caramel Ribbon...（石垣遼真）
12. Empty//Princess.（※アオワイファイと共作。YASUHIRO(康寛)）
13. トキメキWeekend!（※塚田耕平と共作。TAKT）
14. アステリア（※鶴﨑輝一と共作。田中透真）
15. 君色のキセキ（武田将弥）
16. ココロテレパシー（※哥丸雄貴と共作。哥丸雄貴）
17. Wild☆Kitty（※Maho Hamaguchiと共作。新山俊也）
18. Wind of Bloom（滝澤俊輔）
19. Lovely Happily Shiny Days（※大森祥子と共作。本田正樹）
20. センチメンタルメッセージ（※アッシュ井上と共作。アッシュ井上）
21. わくわくシャンプー&リンス（根本優樹）
22. So☆Lucky（本田正樹）
23. すうぃ〜と♡ぱーてぃー（早川博隆）

## 作曲を行った作品
※（ ）内は編曲者を示す。
1. Love∞Vision（※俊龍と共作。よる。）

## カバー曲
| 発売日         | 収録作品                                                                | 歌 | 楽曲                                      | オリジナル アーティスト                                                                                      |
| -------------- | ----------------------------------------------------------------------- | --- | ----------------------------------------- | --- |
| 2011年6月22日  | 愛は勝つ                                                                | がんばろうニッポン 愛は勝つ シンガーズ | 「愛は勝つ」                              | KAN |
| 2011年11月23日 | 神様のメモ帳 アリスの勤労感謝を耐え忍ぶCD                               | アリス（小倉唯） | 「カワルミライ」                          | ちょうちょ                                                                                                   |
| 2013年5月16日  | The Galaxy Express 999                                                  | ALI PROJECT、ChouCho、Gero、GRANRODEO、i☆Ris、May'n、nano.RIPE、OLDCODEX、Ray、ZAQ、Zwei、アフィリア・サーガ、いとうかなこ、上坂すみれ、小倉唯、喜多村英梨、串田アキラ、栗林みな実、黒崎真音、小松未可子、サイキックラバー、鈴木このみ、鈴村健一、竹達彩奈、田村ゆかり、茅原実里、富永TOMMY弘明、中島愛、七森中☆ごらく部、南里侑香、野水いおり、日笠陽子、藤田麻衣子、三澤紗千香、水樹奈々、ゆいかおり | 「銀河鉄道999（THE GALAXY EXPRESS 999）」 | ゴダイゴ |
| 2017年10月25日 | ハッピー☆マテリアル                                                     | 近衛刀太（高倉有加）、時坂九郎丸（広瀬ゆうき）、桜雨キリヱ（茅野愛衣）、夏凜（小倉唯）、結城忍（原田彩楓）、雪広みぞれ（鬼頭明里） | 「ハッピー☆マテリアル」                   | 麻帆良学園中等部2-A                                                                                          |
| 2018年1月31日  | UQ HOLDER! 〜魔法先生ネギま！2〜 Blu-ray BOX DISC4 キャラクターソングCD | 桜雨キリヱ（茅野愛衣）、夏凜（小倉唯） | 「1000%SPARKING!」                        | ネギ・スプリングフィールド（佐藤利奈）、神楽坂明日菜（神田朱未）、近衛木乃香（野中藍）、桜咲刹那（小林ゆう） |
| 2020年2月12日  | I・LOVE・YOU!!                                                          | 小倉唯 | 「バレンタイン・キッス」                  | 国生さゆり                                                                                                   |
| 2020年6月10日  | ハピネス*センセーション                                                 | 小倉唯 | 「瞳の国のアリス」                        | 黒羽アリス（小倉唯）                                                                                         |
| 2022年7月13日  | 「からかい上手の高木さん3&劇場版」Cover Song Collection                 | 高木さん with 2年2組 | 「学園天国」                              | フィンガー5                                                                                                  |

## 書籍

### 連載

#### 雑誌連載
- 電撃萌王「小倉唯のフォトコラム おかしな日々♥」（2012年4月号 - 2014年4月号、アスキー・メディアワークス）
- 声優グランプリ「ゆいコレ」（2017年2月号 - 2019年2月号、主婦の友社）
- 声優グランプリ「Yui can do it!」（2019年6月号 - 2021年1月号、主婦の友社）
- 声優グランプリ「ゆいたいむ」（2021年2月号 - 2023年1月号、主婦の友社）

### 写真集
- 小倉唯写真集 yui memory（学研パブリッシング、撮影：尾形正茂、2014年6月6日発売[9]、ISBN 978-4-05-406025-8）
- 小倉唯写真集 ゆいはたち（東京ニュース通信社、撮影：桑島智輝、2016年6月24日発売[10]、ISBN 978-4-86336-563-6）
- 小倉唯写真集 ユイペース（東京ニュース通信社、撮影：藤本和典、2018年5月25日発売[11]、ISBN 978-4-86336-767-8）
- 小倉唯写真集 Yui colore...（主婦の友社、撮影：永谷知也、HIROKAZU、山本絢子、双木昭夫、根本好伸、久野美怜、MARCO、2021年7月27日発売[12]、ISBN 978-4-07-448278-8）
- 小倉唯写真集 ゆいたび（講談社、撮影：細居幸次郎、2024年2月7日発売[13]、ISBN 978-4-06533-466-9）
- 小倉唯写真集 ゆいとぴあ（小学館、撮影：山本絢子 、2025年8月8日発売[14]、ISBN 978-4-09682-492-4）

### フォトブック
- 小倉唯パーソナルブック yui-itsu（主婦の友社、2019年3月20日発売[15]、ISBN 978-4-07-432567-2）
- 小倉唯フォトブック Yui-can!（主婦の友社、2020年12月25日発売[16]、ISBN 978-4-07-445392-4）
- 小倉唯フォトブック ゆいたいむ〜has♡come!!〜（主婦の友社、2023年2月24日発売[17]、ISBN 978-4-07-453322-0）
- 小倉唯アーティストデビュー10周年記念衣装展 ”ゆいくろーぜっと”衣装図鑑（イマジカインフォス、2023年7月23日発売）

### トレーディングカード
- Voice Actor Card Collection
  - VOL.03 小倉唯『Yuica もしも小倉 唯がカードになったら』（ブシロードメディア、2019年3月14日[18]）
  - VOL.14 小倉唯『YuicaII〜もしも小倉唯がタイムリープしたら〜』（ブシロードクリエイティブ、2024年10月11日）[19]

### カレンダー
- 小倉唯 2023.4-2024.3 カレンダー（わくわく製作所、2023年3月18日[20]）